# Marmosa demerarae
La marmosa lanuda de pelo largo (Marmosa demerarae) es una especie de marsupial del género Marmosa de la familia de los didelfimorfos. Habita en Sudamérica.
Tiene hábitos nocturnos y arborícolas y la hembra carece de marsupio.

## Taxonomía
Esta especie fue descrita originalmente en el año 1905 por el zoólogo británico Thomas.
Pertenece al subgénero Micoureus, hasta el año 2009 considerado género.
Localidad tipo
La localidad tipo referida es: “Comaccka, 129 km sobre el río Demerara, Demerara Este - Berbice costa oeste, Guyana”.
Subdivisión
Esta especie se subdivide en 5 subespecies: 
- Marmosa demerarae demerarae
- Marmosa demerarae areniticola
- Marmosa demerarae dominus
- Marmosa demerarae esmeraldae
- Marmosa demerarae meridae

## Distribución y hábitat
Marmosa demerarae se distribuye desde Colombia, Venezuela, Guyana, Surinam y Guayana Francesa, a través de Brasil, el Perú y Bolivia hasta el norte de la Argentina.

## Conservación
Según la organización internacional dedicada a la conservación de los recursos naturales Unión Internacional para la Conservación de la Naturaleza (IUCN), al no poseer mayores peligros y vivir en algunas áreas protegidas, la clasificó como una especie bajo “preocupación menor” en su obra: Lista Roja de Especies Amenazadas.